# Abu Samra
Abu Samra est une localité du Qatar située dans la municipalité d'Al Rayyan.
C'était jusqu'en 2017 le seul point de passage avec l'Arabie saoudite; la frontière a été fermée en juin 2017 en raison de la Crise du Golfe.

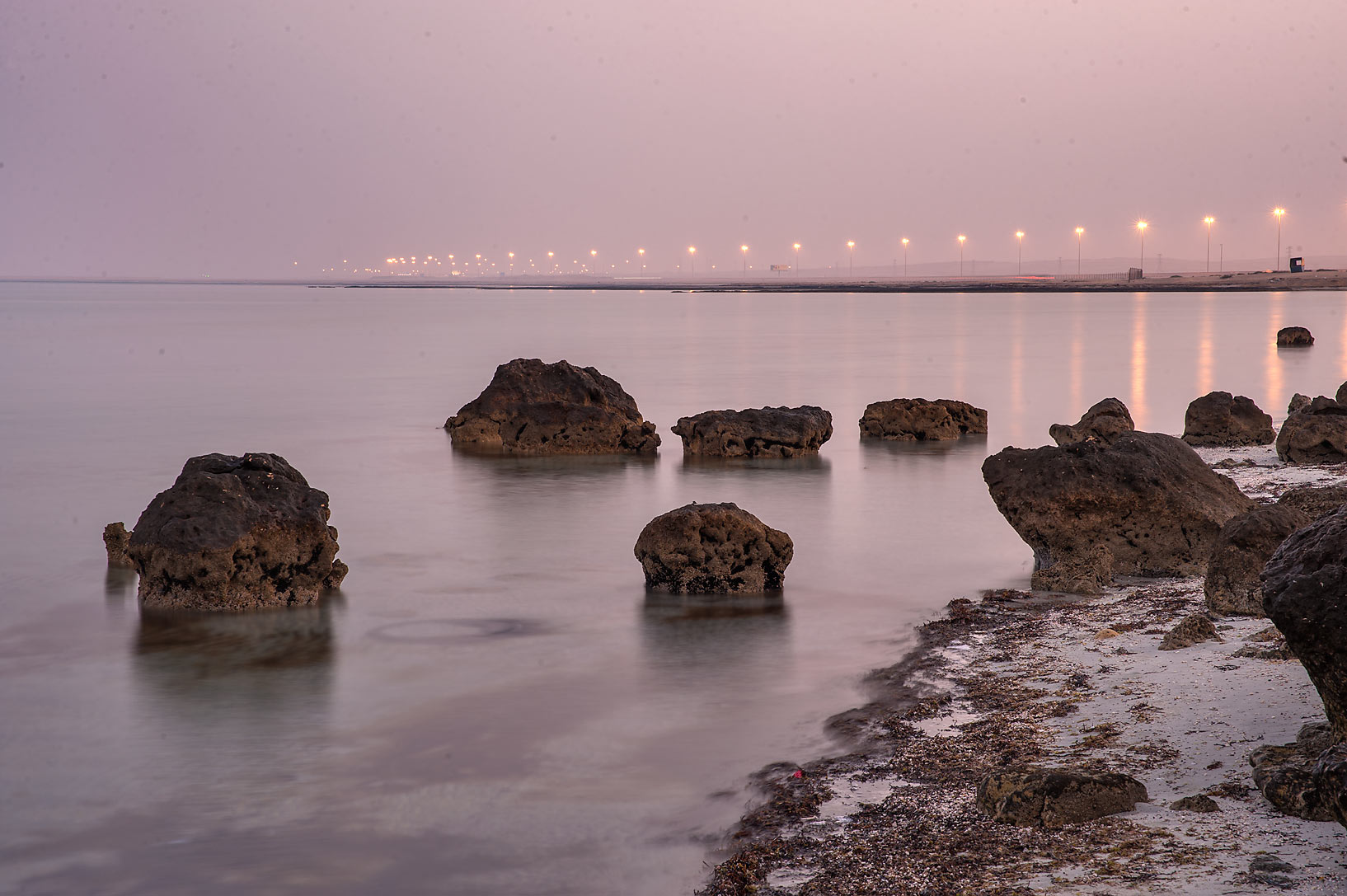
Rochers sur la plage d'Abu Samra.